# Colonia Obrera (Ciudad de México)
La colonia Obrera está ubicada en la Alcaldía Cuauhtémoc en la Ciudad de México. Originalmente se llamaba Colonia El Cuartelito. Es una de las colonias más representativas de la ciudad.

## Ubicación
Se encuentra en el centro-sur de la Ciudad de México en la alcaldía Cuauhtémoc. Sus límites son: al norte Chimalpopoca, al sur Eje 3 Sur José Peón Contreras, al poniente Eje Central Lázaro Cárdenas y al oriente Avenida San Antonio Abad. Limita con las colonias Centro (norte), Algarín (sur), Doctores (oeste), Vista Alegre (este) y Tránsito (este).

## Nombre
Recibió este nombre debido a que sus primeros habitantes eran obreros industriales y artesanos. En sus inicios era conocida como Colonia el Cuartelito y Colonia Escandón. 

## Historia
Originalmente eran terrenos baldíos propiedad del ayuntamiento ubicados entre las calles Niño Perdido (hoy Lázaro Cárdenas) y San Antonio Abad conocidos como Potrero el Cuartelito, debido a que algunos señalan que en el lugar existió una fortificación militar. En 1848 el predio fue rentado a Juan Luna, según mencionaba el Archivo Histórico del Distrito Federal: posteriormente fue arrendado a Estanislao y Joaquín Flores. En 1856 los arrendatarios adquirieron los derechos de adjudicación del predio. De acuerdo al resultado del juicio promovido por el Ayuntamiento para recuperar los terrenos, dado que los hermanos Flores no eran acreedores de la adjudicación de los mismos, el Ayuntamiento los puso en venta, siendo comprados por Antonio Escandón y Francisco Villavicencio.
El 17 de febrero de 1899 la Comisión de Obras Públicas informó del fraccionamiento de los terrenos y su venta, y un mes después el periódico El Municipio Libre publicó un acuerdo del cabildo que señalaba que los dueños del predio no habían pedido permiso para fraccionarlo ni trazar calles y, por lo tanto, el Ayuntamiento no le proporcionaría servicios públicos, que tendrían que ser provistos por sus habitantes. A pesar de esto, en 1900 el Plano Oficial de la ciudad la mostraba como colonia en construcción. El trazo era una prolongación de las calles del Centro y de la colonia Doctores, entonces llamada Hidalgo, con 2 vías en diagonal: una era Canal de Derivación, actualmente José T. Cuéllar, y la otra Diagonal 20 de Noviembre.
Salvo el edificio Santiago Galas, estación de tren de la línea México-Tlalpan, y algunas construcciones antiguas, había pocos edificios y las calles, sin pavimentar, no tenían nombre. En ese entonces era conocida como Colonia El Cuartelito, Colonia Escandón o Colonia Bolívar. Las primeras viviendas de la zona eran vecindades y chozas construidas con madera y lámina, desapareciendo con el tiempo la mayoría de las segundas. 
Finalmente su fraccionamiento fue autorizado en 1924, comenzando en ese año los trabajos de instalación de drenaje, pues hasta entonces carecía de agua entubada, debiendo los vecinos abastecerse de pozos, los cuales fueron cavados al crearse la colonia. Durante esta época comenzaron a establecerse numerosas fábricas en la zona y asentarse los trabajadores de las mismas en la colonia, que pasó a ser conocida como Colonia Obrera, convirtiéndose en una de las zonas más importantes económicamente de la ciudad. Fue aquí donde los hermanos Ricardo y Enrique Flores Magón fundaron el Partido Liberal Mexicano en 1900.
Hasta mediados de la década de 1980 había varias fábricas textiles en el noroeste del barrio, sobre todo cerca del metro San Antonio Abad. Durante el terremoto de 1985 muchas de estas empresas fueron destruidas, siendo el caso más significativo el de la fábrica de pantalones Topeka, ubicada en la calle Manuel José Othon 160, donde murieron varias trabajadoras. Se encontraron aproximadamente 150 cuerpos. Este incidente dejó al descubierto las malas prácticas laborales de la empresa, conociéndose los abusos a los que estaban sometidas las trabajadoras, que debían trabajar más de 10 horas recibiendo sueldos precarios en condiciones insalubres. Actualmente hay un monumento en honor a las trabajadoras que murieron ubicado en el terreno de la antigua fábrica.

## Delincuencia
Durante mucho tiempo, la colonia Obrera fue famosa por tener numerosos cabarets, centros nocturnos, bares, pulquerías y cervecerías, considerados sitios de mala muerte. La mayoría fueron cerrados en la década de 1950.
Actualmente es una zona de alta incidencia delictiva, siendo una de las colonias con más delitos registrados, que incluyen tráfico de drogas y robo de autopartes. También tiene altos niveles de indigencia. Jóvenes arquitectos de la Ciudad de México, participantes en el XI Salón Internacional de Arquitectura en Italia, propusieron un proyecto para esta área basado en la filosofía del reciclaje de suelo urbano . Su proyecto fue patrocinado por el Consejo Nacional para la Cultura y las Artes y el Instituto Nacional de Bellas Artes. El objetivo de este proyecto era convertir el espacio industrial y de almacén más antiguo en 5,000 nuevas viviendas.

## Transporte

### Estaciones de metro
- Obrera
- Doctores
- Chabacano
- San Antonio Abad